# The Naked Edge
The Naked Edge és una pel·lícula de thriller coproducció britànico-estatunidenca del 1961 dirigida per Michael Anderson i protagonitzada per Gary Cooper (en el seu darrer paper) i Deborah Kerr. Fou distribuïda per United Artists i produïda per George Glass i Walter Seltzer, amb Marlon Brando Sr. com a productor executiu. El guió cinematogràfic era de Joseph Stefano i Max Ehrlich, la banda sonora de William Alwyn i la fotografia d'Erwin Hillier i Tony White. El disseny de producció era de Carmen Dillon.
La pel·lícula fou rodada a Londers i als Estudis Elstree, Borehamwood, Hertfordshire.

## Argument
Arran d'un robatori i un assassinat, Martha Radcliffe sospita cada cop més que el seu marit George Radcliffe, el testimoni del qual va condemnar al principal sospitós, és el veritable culpable.
L'home de negocis Jason Root és apunyalat fins a la mort una nit quan George i un secretari anomenat Donald Heath són els únics altres empleats que treballen a l'oficina. En aquest procés roben una bossa de correu carregada de diners. George veu Heath a la sala de la caldera quan corre després de l'assassí just després d'escoltar a Root cridant després de ser apunyalat; George, que se'l veu transpirar nerviosament tant durant el judici com posteriorment, insisteix que Heath era l'assassí i Heath és condemnat. Alguns anys després es troba una bossa de correus perduda i els Radcliffes reben una carta amb retard molt llarga que hi havia a la bossa. La carta, que llegeix Martha, conté una amenaça de xantatge de Jeremy Gray acusant George del crim.
A mesura que la història es desenvolupa, les pistes que apunten George s'acumulen ràpidament. Inclouen un nou negoci que va iniciar poc després del judici, amb diners que afirma haver guanyat a la borsa; el seu propi desig desesperat d'èxit; la seva mentida a la seva dona per tal de buscar en secret Gray; el nou negoci sospitós amb un home desconegut, Morris Brooke just després del judici; i la afirmació de Gray, quan Martha el troba, que era testimoni ocular del crim i George era l'assassí.
George i Martha mantenen converses en diverses ocasions en què ella vacil·la entre interrogar-lo i insistir que creu en la seva innocència, i ell s'alterna entre insistir que ella creu en ell i dir-li que es pensi per ella mateixa. La navalla d'afaitar d'estil antic, la seva insistència que ella s'uneixi a ell a la vora d'un penya-segat, fa referència a la seva virilitat masculina i la seva advertència que la seva investigació podria amenaçar el seu negoci. La tensió es basa en l'aparició repetida de la navalla d'afaitar de George, la seva insistència que ella s'uneixi a ell a la vora d'un penya-segat, referències a la seva virilitat masculina i l'advertiment que la seva investigació podria amenaçar el seu negoci.
Al final, un home intenta matar Martha després veure-la afilar la navalla de George. L'home resulta ser Gray. George rescata la seva dona just a temps i sotmet a Gray quan arriba la policia.

## Repartiment
- Gary Cooper - George Radcliffe
- Deborah Kerr - Martha Radcliffe
- Eric Portman - Jeremy Gray
- Ray McAnally - Donald Heath
- Diane Cilento - Mrs. Heath
- Hermione Gingold - Lilly Harris
- Peter Cushing - Mr. Evan Wrack
- Michael Wilding - Morris Brooke
- Ronald Howard - Mr. Claridge
- Sandor Elès - Manfridi St John
- Wilfrid Lawson - Mr. Pom
- Helen Cherry - Miss Osborne
- Joyce Carey - Victoria Hicks
- Diane Clare - Betty
- Frederick Leister - Judge
- Martin Boddey - Jason Roote
- Peter Wayn - Xofer

## Recepció crítica
A The New York Times, Bosley Crowther va despatxar la pel·lícula com a "tensió manufacturada del gènere més senzill, treballada amb girs il·lògics i trucs de fotografia i tall segons els quals el director Michael Anderson ha esperat aparentment augmentar l'estat d'ànim melodramàtic. També té un bon repartiment, a més de Mr. Cooper i Miss Kerr: Eric Portman, Michael Wilding, Hermione Gingold, Diane Cilento i fins i tot Wilfred Lawson i Joyce Carey en petits papers, però es tracta d'entreteniment pur sense sentit: com diem, un tros de formatge ple de forats. I és trist veure-hi el pobre Coop. Bé, podem recordar-lo per moltes coses millors"; mentre que Variety assenyala, "la pel·lícula que acaba amb la llarga llista de crèdits de Gary Cooper és un petit suspens perfectament construït i totalment professional."